# Höffe (Odenthal)
Höffe ist ein Ortsteil in Unterodenthal in der Gemeinde Odenthal im Rheinisch-Bergischen Kreis. Er liegt mitten im Scherfbachtal und grenzt mit seiner nordwestlichen und östlichen Seite an das Naturschutzgebiet Scherfbachtal (Odenthal). Im östlichen Teil fließt der Hambach in den Scherfbach.

## Geschichte
Der Eigenname Höffe ist entstanden aus „hoven“ (Bauernhof), gemeint sind hier mindestens zwei Höfe, die zusammengehörten. Es handelte sich insgesamt um ein Lehngut der Herrschaft in Odenthal. Die erste urkundliche Erwähnung von Höffe stammt vom 10. Oktober 1344, wo ein „Gottschalk von Hove“ erwähnt wird; im Einwohnerverzeichnis von 1326–1344 wird er als „Gottschalk von Scherf zu Höffe“ aufgeführt.  Zu dieser Zeit war die Ortschaft Teil der Honschaft Scherf.
Das Guth in den Hoffen wird in einem Aktenvermerk am 29. Mai 1694 als Lehngut des Hertzogenhofs aufgeführt. Als solches hatte es neun Albus und fünf 2/3  Heller Erbzinsen an den Herzogenhof zu zahlen.
Während des Spanischen Erbfolgekriegs hatten auch die Odenthaler ihre Beiträge zur Landesverteidigung zu leisten. In diesem Zusammenhang wird unter anderem ein „Conrad in den Höffen“ aufgelistet. Er hatte 6 Faschinen und 18 Pfähle zu stellen. Außerdem wird eine „Fey Jans Wittib in Höffen mit Wilhelmsguth“ aufgeführt, die 22 Faschinen und 66 Pfähle bereitzustellen hatte.
Die Topographia Ducatus Montani des Erich Philipp Ploennies, Blatt Amt Miselohe, belegt, dass der Wohnplatz 1715 als vier Höfe kategorisiert wurde und mit Höfen bezeichnet wurde. Carl Friedrich von Wiebeking benennt die Hofschaft auf seiner Charte des Herzogthums Berg 1789 als Höffe. Aus ihr geht hervor, dass Höffe zu dieser Zeit Teil von Unterodenthal in der Herrschaft Odenthal war.
Unter der französischen Verwaltung zwischen 1806 und 1813 wurde die Herrschaft aufgelöst. Höffe wurde politisch der Mairie Odenthal im Kanton Bensberg zugeordnet. 1816 wandelten die Preußen die Mairie zur Bürgermeisterei Odenthal im Kreis Mülheim am Rhein.
Der Ort ist auf der Topographischen Aufnahme der Rheinlande von 1824 und auf der Preußischen Uraufnahme von 1840 als Höfe verzeichnet. Ab der Preußischen Neuaufnahme von 1892 ist er auf Messtischblättern regelmäßig als Höffe verzeichnet. Höffe gehört der katholischen Pfarre Odenthal an.
| Jahr | Einwohner | Wohn- gebäude | Kategorie  |
| ---- | --------- | ------------- | ---------- |
| 1822 | 60        |               | Ackergut   |
| 1830 | 78        |               |            |
| 1845 | 90        | 15            | Ackergüter |
| 1871 | 78        | 13            | Hofstelle  |
| 1885 | 74        | 16            | Ortschaft  |
| 1895 | 69        | 14            | Ortschaft  |
| 1905 | 64        | 12            | Ortschaft  |

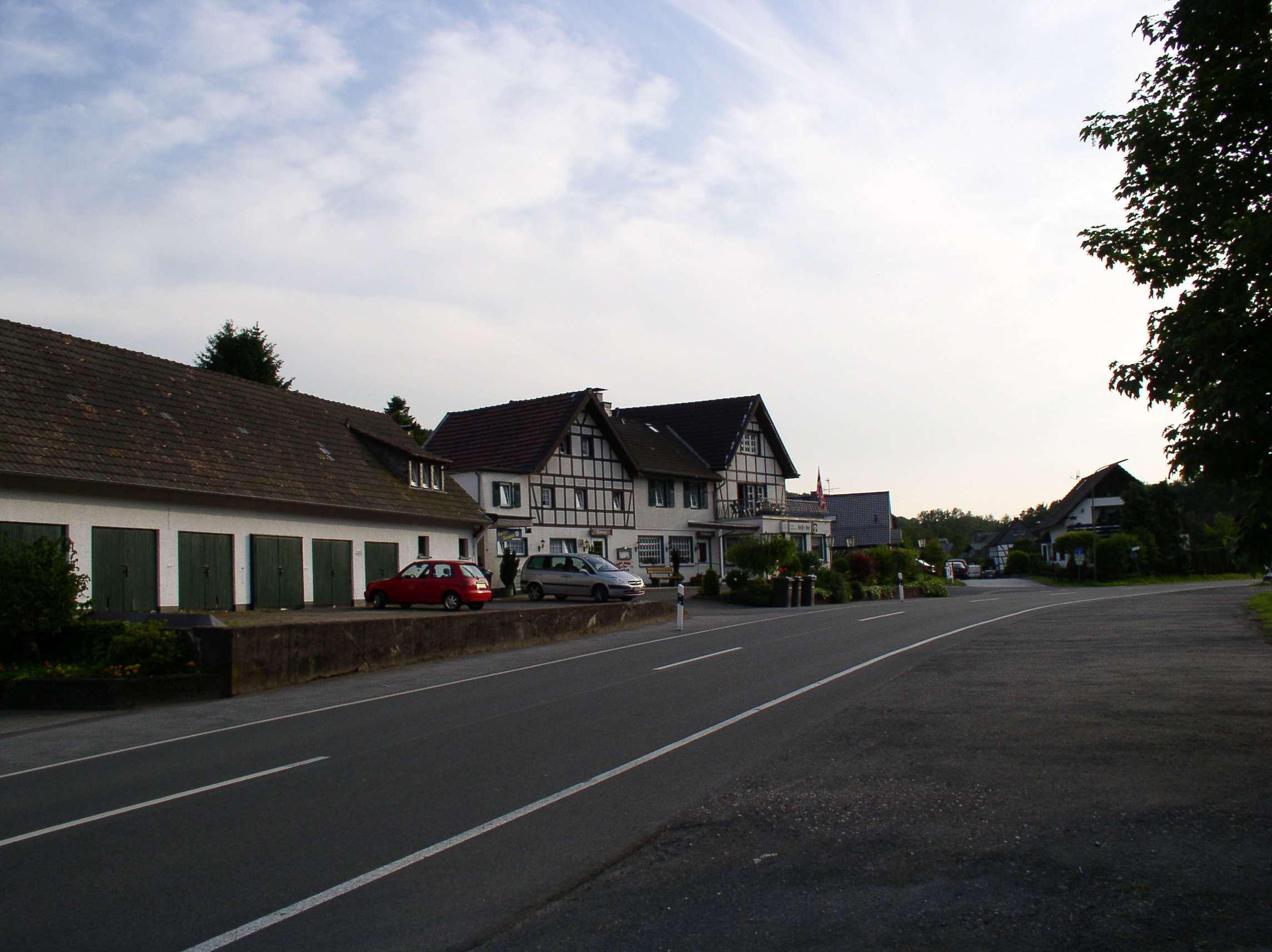
Ansicht in Höffe
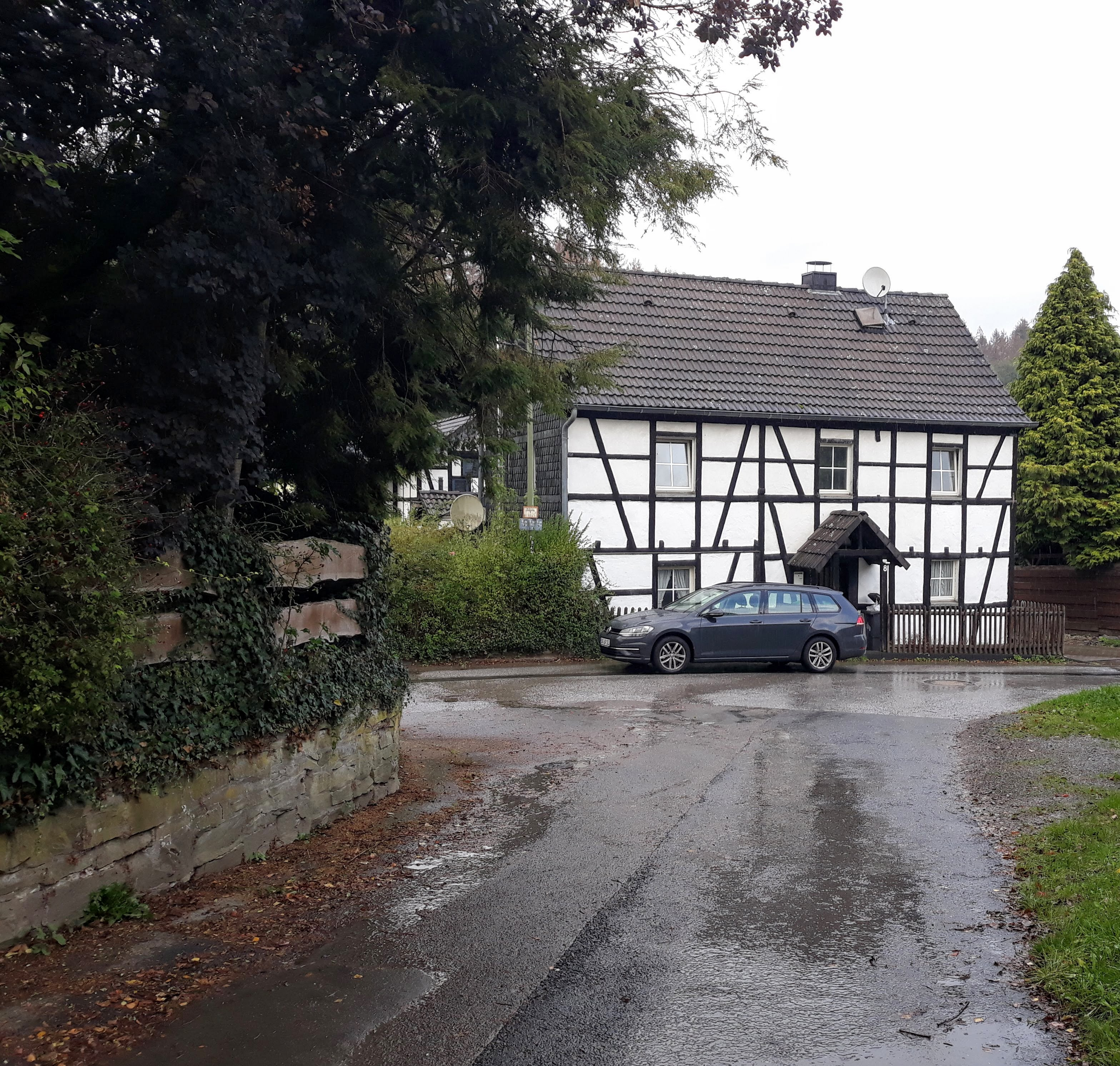
Fachwerkhaus in Höffe